# Freestyle fotbal

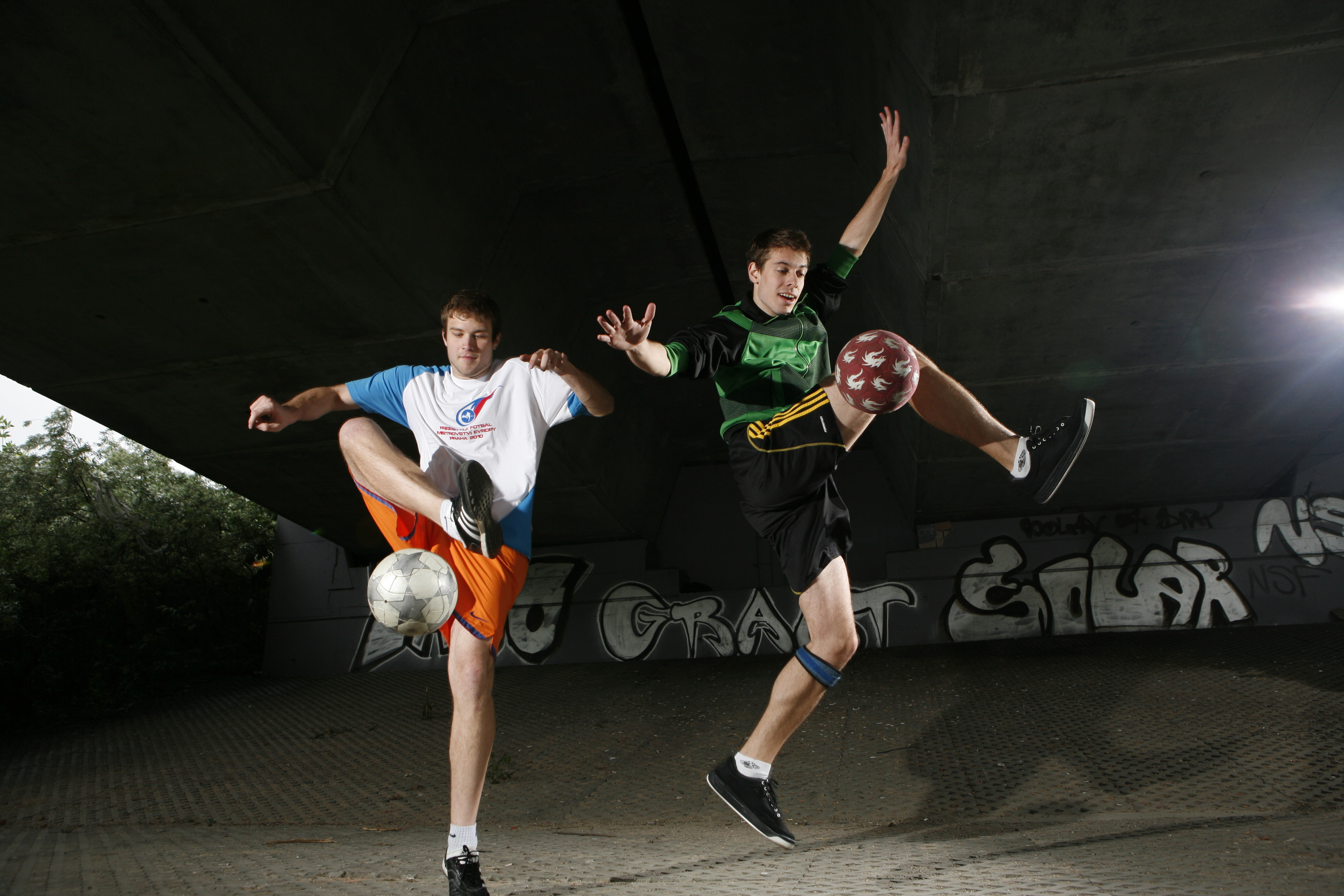
Freestyle fotbal – Lukáš Škoda, Jan Weber

Fotbalový freestyle (football freestyle) je nově vzrůstající sportovní odvětví fotbalu, při kterém sportovci předvádějí triky s fotbalovým míčem.

## Historie rozvoje
Českou historii lze datovat zhruba od roku 1975. Mezi první fotbalové žongléry a také rekordmany na území tehdejšího Československa, předchůdce dnešní generace vyznavačů freestyle fotbalu v České republice a na Slovensku, patřili Josef Kalaš z Povážské Bystrice a Josef Lochman z Výprachtic. Tyto borce následoval Jan Skorkovský z Prahy, který netradičnímu fotbalovému umění ve volném stylu věnoval celý život a v průběhu třiceti let vytvořil stovky rekordů (v letech 1982 až 2011). Výkony Skorkovského inspirovaly další nadšence, především specialistu, rekordmana ve hře různých míčů hlavou, s řeckým jménem Bursas Charalambos, z Branek u Valašského Meziříčí (od roku 1995) a držitele desítek rekordů z Mezinárodních festivalů v Pelhřimově Jiřího Kremsera z Darkoviček u Hlučína (od roku 2000).
Rozvoji mezinárodního Freestylu hodně napomohla firma Nike, která pořádala různé soutěže a setkání. Poté jejich kampaň Joga Bonito zaměřená na krásu fotbalu pozvedla freestyle ještě o něco výš. V průběhu posledních let zažil internet freestylový boom. Kluci (později dokonce i holky) každého věku začali natáčet své dovednosti na video a „uploadovali“ na internet (především na youtube.com) a vznikala nová seskupení freestylerů, kteří si udělali vlastní značku a internetovou stránku. Freestylu se využívá i na živá představení, do TV show, reklam nebo poločasové programy nejen fotbalových zápasů.
Freestyle se obecně rozvíjí po celém světě, ale opravdu nejvíce se vyskytuje v Evropě. Postupem času je stále víc a víc oblíbený i v Česku.
Praha se také stala pořadatelem historicky prvního Mistrovství Evropy v roce 2010 a později v roce 2011 i historicky prvního Mistrovství světa. Hlavními organizátory byli Lukáš Škoda, Jan Weber a Jan Struž. Od roku 2019 se v Praze každoročně koná také soutěž Superball. 
V prosinci 2012 se v České Lípě konalo Otevřené amatérské mistrovství ČR.

## Představitelé
Mezi světovou špičku patří Andrew Henderson, Tom Folan (Anglie), Skora, Szymo, Mikolaj, Luki, Michryc (Polsko), Charly (Argentina), Erlend, Brynjar, Tobias (Norsko), Gunther, Luca (Itálie), Ricardinho (Brazílie), Boyka (Kolumbie), Kosuke (Japonsko) a další.

## Mistři ČR
- 2010 - Lukáš Škoda
- 2011-2016 - Petr Karásek
- 2017 - Adam Křížek
- 2018-2022 - Daniel Pražák
- 2023, 2024 - Marek Hrabovský

## Názvosloví triků
Triky ve freestylu mají své názvosloví, které se používá stejně ve všech zemích. Freestyle fotbal se dělí na 4 kategorie:
- Ground moves (Grounds) - triky nebo spíše pohyb s míčem, kdy míč je stále na zemi. Používají se jako kličky či zmatení při street matchi, nebo samostatně (panna triky).
- Sitting moves (sitdowns) - Triky vsedě.
- Lower body/air moves (lowers) - Triky, které se provozují od pasu dolů. V tomto odvětví vyniká většina freestylerů a zde se nejvíce využije kreativita a dovednosti každého.
- Upperbody (uppers) - Triky, které se provozují od pasu nahoru. Jde především o balancování na různých místech horní části těla.

Jen pro představu zde uvádíme několik málo názvů jednotlivých triků.

### Lowers
1. Atw (around the world) - základní trik (česky cesta kolem světa) - inside, outside/ Katw, Heel Atw, Half atw
2. Htw (hop the world) - inside, outside/ Khtw, Heel Htw
3. Tatw (Touzani around the world) - Atatw (Alternative), Htatw (Hopping/Hommie), Ahtatw, Ktatw (knee), Khtatw, Katatw, Kahtatw, Ktaatw
4. Matw (Mitchy around the world) - Amatw (Alternative), Hmatw (Hopping/Hommie), Ahmatw, Kmatw (knee), Khmatw, Kamatw, Kahmatw, Hmaatw
5. Aatw (Abbas around the world)
6. Latw (Lemmens around the world) - Alatw (Alternative), (A)Ltatw, (A)Lmatw
7. Patw (Palle around the world) - Apatw (Alternative), Pmatw, Ptatw, Paatw
8. Jatw (Jay around the world) - Ajatw (Alternative), Hjatw (Hopping/Hommie), Jaatw (Jay Abbas around the world)
9. Datw (Dore around the world)
10. Gatw (Giniu around the world)
11. Fatw (Filip around the world)
12. Eatw (Eldo around the world)
13. Satw (Skóra around the world) - Rsatw (Reverse)
14. Skatw (Skala around the world) - Skmatw
15. Szatw (Szymo around the world) - Rszatw (Reverse), Szmatw
16. Lebatw (Lebioda around the world)
17. Natw (Nix around the world)
18. Timo Atw (trik složený z několika triků)
19. Beck Atw (trik složený z několika triků)
20. Crossover - Reverse Crossover
21. Toe Bounce - Reverse Toe Bounce
22. New Sh!t
23. ATW360
24. Magellan
25. X over
26. Heel juggling
27. Nori Clutch

Tyto triky se dále kombinují do různých sestav a když se povede opravdu jedinečné combo, je to velká motivace pokračovat.

### Uppers
1. Atm (around the moon)
2. 360
3. Stalls (head, shoulder, neck, chest, lips, nose, side…)
4. Roller

a další

### Grounds
1. Akka (knee, 3000, heel, atw…)
2. Da Sleeper
3. Sinic
4. Ankle breaker
5. Dragon stall

a další

### Sitdowns
1. Shin stall
2. Shin juggle
3. Sole juggle
4. Sole stall
5. The Abdullah trick
6. většina triků jako u lowerů
7. Upper shin juggle
8. Nampop
9. Knee crossover

#### České www stránky
1. CFFA.cz- Webové stránky České Freestyle Fotbalové Asocicace
2. #1 český freestyle fotbalový tým - Fotbal bez limitu
3. KariFreestyle.com Archivováno 15. 5. 2013 na Wayback Machine.- Mistr České republiky ve Freestyle Fotbalu 2011, 2012, 2013 a 2014
4. ad-freestyle.com Archivováno 19. 3. 2020 na Wayback Machine. - Nejúspěšnější Freestyle Fotbalové duo v ČR - Adam Křížek & Daniel Pražák
5. Skorkovsky.cz, předchůdce současné freestyle generace